# Volvo Golf Champions
Le Volvo Golf Champions est un tournoi de golf du Tour européen PGA qui se déroule à George en Afrique du Sud depuis 2012. La première édition s'est disputé en 2011 au Bahreïn. Ce tournoi présente la particularité de regrouper les vainqueurs de tournois du Tour européen de l'année précédente.

## Palmarès
| Année | Vainqueur        | Pays           | Score     |
| ----- | ---------------- | -------------- | --------- |
| 2014  | Louis Oosthuizen | Afrique du Sud | 276 (–12) |
| 2013  | Louis Oosthuizen | Afrique du Sud | 272 (–16) |
| 2012  | Branden Grace    | Afrique du Sud | 280 (–12) |
| 2011  | Paul Casey       | Angleterre     | 268 (–20) |